# ギリアム (攻撃輸送艦)
ギリアム（英語: USS Gilliam(APA-57)）は、アメリカ海軍のギリアム級攻撃輸送艦のネームシップ。
名称はオレゴン州ギリアム郡にちなむ。

## 艦歴

### 第二次世界大戦
新型攻撃輸送艦ネームシップのギリアムはアメリカ海事委員会の契約下でカリフォルニア州ウィルミントンのコンソリデーテッド・スチール造船所にて起工、Mrs. A. O. Williams of Wilmingtonスポンサーの下に進水した。
1944年7月31日アメリカ海軍に取得され、同年8月1日に就役。
10月16日から11月4日にかけてギリアムはアメリカ陸軍兵士750名を乗せサンフランシスコを離れ、オロ湾へ移動。
その後第11空挺師団1000名を乗せ1週間かけてレイテ島へと送り届け、11月22日にニューギニアのフンボルト湾へと帰還した。
11月29日、ギリアムは再度レイテ湾へと向かい陸軍第6軍の構成員を乗せリンガエン湾へ送り届けた。

### 航空攻撃
ギリアムは船団の一部としてフィリピンへと向かう途中、1944年12月5日にレイテ湾から約160km沖で日本軍の攻撃を受けた。
12時18分、ギリアムは船団の中央に進行する低空飛行中の日本雷撃機を発見し、応戦したが魚雷はリバティ船アントワーヌ・ソーグレインに命中。
さらに12時30分、2機の雷撃機が低空飛行の中、魚雷をリバティ船へと命中させた。
15時30分、カミカゼが対空射撃をかいくぐりリバティ船マーカス・デーリーの船首に命中し炎上した。
続いて2機目の特攻機が船団に攻撃を試みたが撃墜された。
この戦いでマーカス・デーリーは大きく損傷し、アントワーヌ・ソーグレインは沈没した。ギリアムはレイテ侵攻作戦において12時間総員配置で対空攻撃を行い、同年12月6日に無傷でレイテ島へと到着した。

### ルソン島侵攻から沖縄戦
レイテで空襲警報が続く中、ギリアムは負傷兵の受け入れを行った。
1945年1月7日、タクロバンで500名の兵員を乗せ、侵攻の支援のためリンガエン湾に向け出港した。
14日にレイテへ戻り第32歩兵師団の兵士をリンガエン湾に送り届けた。
負傷者を乗せたギリアムはレイテへに到着し、送り届けた後1945年2月2日にガダルカナル島でアメリカ海兵隊第3海兵遠征軍と共に沖縄戦の準備のため演習作戦を行った。
その後、4月1日に沖縄に向かい、特攻隊による攻撃にさらされながらも第3海兵遠征軍偵察部隊や物資を上陸させた。
4月5日にギリアムはサイパンと真珠湾を経由し、アメリカ本土へ到着、サンフランシスコで修復のため乾ドックに入った。
修復が完了した後、ギリアムはカリフォルニア州ポート・ワイミニでアメリカ海兵隊第6工兵支援大隊を乗せ、エニウェトク環礁とウルシー環礁を経由して沖縄に向かい沖縄戦の支援をした後、サンフランシスコへ帰投した。

### 戦後
1945年8月10日、ギリアムはサンフランシスコで1000名の兵士を乗せ、真珠湾へ出港。
8月27日に到着、第5海兵遠征軍と任務機動部隊司令官を乗せ日本占領のため佐世保に向かい、兵員を上陸させた。
1945年9月25日、ギリアムはマニラに向かいリンガエン湾で450名を超える第33歩兵師団員を乗せ、同年10月15日に佐世保市へと送り届けた。
同年10月29日、セブ島に戻ったギリアムはマジックカーペット作戦に参加。
1000名の兵士及び水兵をオレゴン州ポートランドへ帰還させた。

### クロスロード作戦

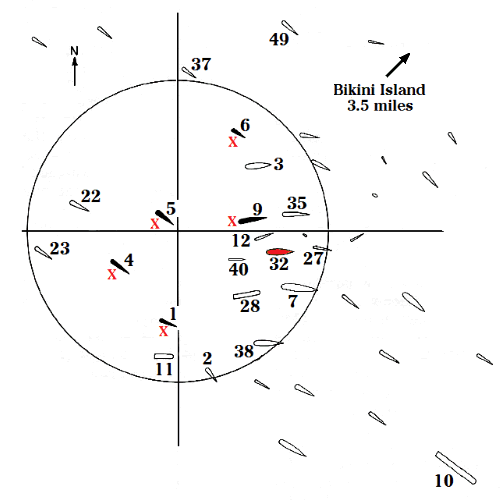
Able実験の配置図、#5がギリアム。

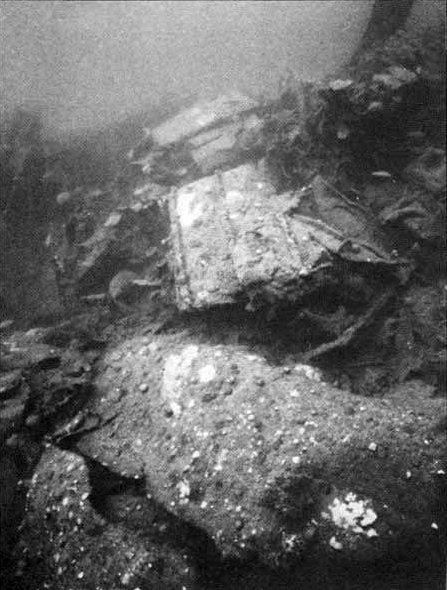
1989年に撮影されたギリアムの残骸。

サマール島への航海に続いて、ギリアムは1946年2月16日に真珠湾で係留され、ビキニ環礁で行われるクロスロード作戦の標的艦として参加するための準備が進められた。
ビキニ環礁にてギリアムはAble作戦の投下目標である戦艦ネバダの後方に配置された。
1946年7月1日朝、Able実験にて核弾頭のギルダ（Gilda）はギリアムから45m（50yd）地点で爆発、ギリアムは爆風により壊滅的な被害を受け、1分以内に沈没した。
1946年7月5日に退役、7月20日にアメリカ海軍船籍簿から除外された。
ギリアムは第二次世界大戦中に3つのバトルスターと2つの海軍占領功労章を日本占領中に受賞した。

## 艦長
- ハンス・B・オルセン（Hans B. Olsen）中佐 -1944年8月1日
- ヴィンセント・C・リンドグレン（Vincent C. Lindgren）少佐 -1945年10月2日
- スタンディッシュ・J・ブラッドフォード（Standish J. Bradford）大尉 -1945年12月17日
- デルバート・F・ウィリアムソン（Delbert F. Williamson）大佐 -1945年12月18日

出典